# 巴达玛宁布·巴特额尔登
巴达玛宁布·巴特额尔登（1964年6月7日—）蒙古族，蒙古国肯特省人，蒙古国摔跤冠军、政治人物。

## 生平
巴特额尔登1982年毕业于蒙古人民共和国肯特省南德日格勒县十年制中学，1990年毕业于蒙古军事学院法律学专业。他是蒙古家喻户晓的摔跤手（布赫），曾经12次获得蒙古国全国摔跤冠军。2004年以来连续三次当选国家大呼拉尔委员。
2013年，蒙古人民党主席、国家大呼拉尔委员恩赫图布辛、国家大呼拉尔委员龙戴姜苍、国家大呼拉尔委员奥云浩劳尔、国家大呼拉尔委员巴特额尔登等4人角逐代表该党参加2013年蒙古国总统选举的资格。2013年5月5日，蒙古人民党代表会议决定，国家大呼拉尔委员巴特额尔登将代表该党参加2013年6月举行的2013年蒙古国总统选举。
这次竞选的三位候选人分别为：民主党的现任总统查希亚·额勒贝格道尔吉，代表最大反对党参选的巴特额尔登，以及与民主党联合执政的蒙古人民革命党提名的该党总书记、健康部长那查格·乌德巴勒。在此次竞选中，巴特额尔登提出的竞选口号是“崇尚团结、扶持真善”。2013年6月26日，2013年蒙古国总统选举举行投開票，查希亚·额勒贝格道尔吉成功连任总统，巴特额尔登落選。
2016年，巴特额尔登进入额尔登巴特内阁担任国防部部长。